# Wittnau, Breisgau-Hochschwarzwald
Wittnau là một thị xã trong huyện Breisgau-Hochschwarzwald bang Baden-Württemberg thuộc nước Đức. Đô thị Wittnau, Breisgau-Hochschwarzwald có diện tích 5,04 km², dân số thời điểm 31 tháng 12 năm 2020 là 1504 người.